# Sindang Laya
Sindang Laya is een bestuurslaag in het regentschap Musi Rawas van de provincie Zuid-Sumatra, Indonesië. Sindang Laya telt 469 inwoners (volkstelling 2010).